# نيكول بيهاري
نيكول بيهاري (بالإنجليزية: Nicole Beharie)‏ (ولدت في 3 يناير 1985) ممثلة أمريكية ومغنية. اشتهرت بأدوارها البطولية في أفلام مثل الدراما البنفسج الأمريكي(2008) ، وفيلم الدراما النفسية عار (2011) ، وفيلم السيرة الذاتية 42 (2013)، ودراما الجريمة الوحوش والرجال (2018) ، والدراما المستقلة. دراما ملكة جمال جونتينث (2020). من عام 2013 إلى عام 2016، كانت نجمة شبكة فوكس في المسلسل الدرامي سليبي هولو

## وصلات خارجية
- نيكول بيهاري على موقع IMDb (الإنجليزية)
- نيكول بيهاري على موقع قاعدة بيانات الأفلام العربية
- نيكول بيهاري على موقع ألو سيني (الفرنسية)
- نيكول بيهاري على موقع أول موفي (الإنجليزية)
- نيكول بيهاري على موقع قاعدة بيانات برودواي على الإنترنت (الإنجليزية)
- نيكول بيهاري على موقع قاعدة بيانات الأفلام السويدية (السويدية)
- نيكول بيهاري على موقع قاعدة بيانات الفيلم (الإنجليزية)
- نيكول بيهاري على موقع كينوبويسك (الروسية)